# Championnat du Ghana de football 2016
Navigation
Saison précédente Saison suivante
La saison 2016 du Championnat du Ghana de football est la cinquante-sixième édition de la première division au Ghana, la Premier League. Elle regroupe, sous forme d'une poule unique, les seize meilleures équipes du pays qui se rencontrent deux fois, à domicile et à l'extérieur. En fin de saison, les trois derniers du classement sont relégués et remplacés par les trois meilleures formations de deuxième division.
C'est le club de Wa All Stars qui remporte la compétition cette saison après avoir terminé en tête du classement final, avec deux points d'avance sur Aduana Stars et trois sur Hearts of Oak SC. C'est le tout premier titre de champion du Ghana de l'histoire du club. 

## Les clubs participants
- Hearts of Oak SC
- Asante Kotoko SC
- Ashanti Gold SC
- New Edubiase United
- Bechem United
- Techiman City FC - Promu de D2
- International Allies FC
- Berekum Chelsea
- Wa All Stars Football Club
- Medeama Sporting Club
- Ebusua Dwarfs - Promu de D2
- West Africa Football Academy
- Sekondi Hasaacas
- Aduana Stars
- Liberty Professionals
- Dreams FC - Promu de D2

## Compétition
Le barème de points servant à établir les classements se décompose ainsi :
- Victoire : 3 points
- Match nul : 1 point
- Défaite : 0 point

### Classement
| Rang | Équipe                       | Pts | J  | G  | N  | P  | Bp | Bc | Diff |
| ---- | ---------------------------- | --- | -- | -- | -- | -- | -- | -- | ---- |
| 1    | Wa All Stars Football Club   | 51  | 30 | 15 | 6  | 9  | 31 | 22 | +9   |
| 2    | Aduana Stars                 | 49  | 30 | 14 | 7  | 9  | 42 | 24 | +18  |
| 3    | Hearts of Oak SC             | 48  | 30 | 12 | 12 | 6  | 31 | 26 | +5   |
| 4    | Medeama Sporting Club        | 46  | 30 | 13 | 7  | 10 | 34 | 31 | +3   |
| 5    | Asante Kotoko SC             | 46  | 30 | 12 | 10 | 8  | 33 | 29 | +4   |
| 6    | West Africa Football Academy | 42  | 30 | 11 | 9  | 10 | 31 | 22 | +9   |
| 7    | Bechem UnitedC               | 42  | 30 | 12 | 6  | 12 | 31 | 34 | -3   |
| 8    | Berekum Chelsea              | 40  | 30 | 12 | 4  | 14 | 26 | 27 | -1   |
| 9    | Dreams FCP                   | 40  | 30 | 11 | 7  | 12 | 30 | 34 | -4   |
| 10   | Ebusua DwarfsP               | 40  | 30 | 11 | 7  | 12 | 31 | 31 | 0    |
| 11   | Ashanti Gold SCT             | 40  | 30 | 8  | 16 | 6  | 32 | 31 | +1   |
| 12   | International Allies FC      | 38  | 30 | 9  | 11 | 10 | 34 | 31 | +3   |
| 13   | Liberty Professionals        | 38  | 30 | 10 | 8  | 12 | 33 | 30 | +3   |
| 14   | Techiman City FCP            | 37  | 30 | 10 | 7  | 13 | 30 | 39 | -9   |
| 15   | Sekondi Hasaacas             | 36  | 30 | 10 | 6  | 14 | 32 | 43 | -11  |
| 16   | New Edubiase United-3        | 19  | 30 | 5  | 7  | 18 | 18 | 45 | -27  |

|  | Qualification pour la Ligue des champions de la CAF 2017                         |
|  | Qualification pour la Coupe de la confédération 2017                             |
|  | Relégation directe en Division One                                               |
|  | Retrogradation en Division One en fin de saison                                  |
|  | T : Tenant du titre C : Vainqueur de la Coupe du Ghana P : Promu de Division One |

- New Edubiase United reçoit une pénalité de trois points pour avoir aligner un joueur suspendu, lors du match de la 25e journée face à Techiman City FC.

## Bilan de la saison
| Championnat du Ghana de football 2016 |                                        |
| Champion                              | Wa All Stars Football Club (1er titre) |
| Coupes et trophées                    |                                        |
| Vainqueur de la Coupe du Ghana 2016   | Bechem United                          |
| Qualifications continentales          |                                        |
| Ligue des champions de la CAF 2017    | Wa All Stars Football Club             |
| Coupe de la confédération 2017        | Bechem United                          |
| Promotions et relégations             |                                        |
| Promus en Premier League              | Elmina Sharks FC                       |
| Promus en Premier League              | Tema Youth                             |
| Promus en Premier League              | Bolga All Stars FC                     |
| Promus en Premier League              | Great Olympics                         |
| Relégués en Division One              | Dreams FC (retrogradé)                 |
| Relégués en Division One              | Techiman City FC                       |
| Relégués en Division One              | Sekondi Hasaacas                       |
| Relégués en Division One              | New Edubiase United                    |